# Piana di Semestene, Bonorva, Macomer e Bortigali
Piana di Semestene, Bonorva, Macomer e Bortigali este o arie protejată (arie de protecție specială avifaunistică — SPA) din Italia întinsă pe o suprafață de 19.604 ha, integral pe uscat.

## Localizare
Centrul sitului Piana di Semestene, Bonorva, Macomer e Bortigali este situat la coordonatele 40°20′45″N 8°45′31″E / 40.345865°N 8.75854°E.

## Înființare
Situl Piana di Semestene, Bonorva, Macomer e Bortigali a fost declarat arie de protecție specială avifaunistică în iulie 2009 pentru a proteja 39 de specii de animale.

## Biodiversitate
Situată în ecoregiunea mediteraneană, aria protejată conține 10 habitate naturale: Pseudostepă cu ierburi și specii anuale de Thero-Brachypodietea, Păduri de Quercus suber, Cursuri de apă de la nivel de câmpie la nivel montan, cu vegetație Ranunculion fluitantis și Callitricho-Batrachion, Păduri de stejar alb estice, Pajiști umede mediteraneene cu ierburi înalte de Molinio-Holoschoenion, Ape stătătoare oligotrofe până la mezotrofe, cu vegetație de Littorelletea uniflorae și/sau de Isoëto-Nanojuncetea, Ape oligotrofe în general din solurile nisipoase vest-mediteraneene, cu un conținut foarte redus de minerale, cu Isoetes spp., Iazuri temporare mediteraneene, Dehesas cu Quercus spp. perene, Matorral arborescenți cu Laurus nobilis.
La baza desemnării sitului se află mai multe specii protejate:
- păsări (33): uliu porumbar (Accipiter gentilis arrigonii), Alectoris barbara, fâsă-de-câmp (Anthus campestris), acvilă de munte (Aquila chrysaetos), pasărea ogorului (Burhinus oedicnemus), ciocârlie-cu-degete-scurte (Calandrella brachydactyla), bătăuș (Calidris pugnax), caprimulg (Caprimulgus europaeus), barză albă (Ciconia ciconia), șerpar (Circaetus gallicus), erete de stuf (Circus aeruginosus), erete vânăt (Circus cyaneus), erete cenușiu (Circus pygargus), dumbrăveancă (Coracias garrulus), egretă mică (Egretta garzetta), Falco eleonorae, Falco naumanni, șoim călător (Falco peregrinus), cocor (Grus grus), vulturul pleșuv sur (Gyps fulvus), piciorong (Himantopus himantopus), sfrâncioc roșiatic (Lanius collurio), ciocârlie de pădure (Lullula arborea), ciocârlie de bărăgan (Melanocorypha calandra), gaia neagră (Milvus migrans), gaia roșie (Milvus milvus), stârc de noapte (Nycticorax nycticorax), viespar (Pernis apivorus), ploier auriu (Pluvialis apricaria), Sylvia sarda, silvie de tufiș (Sylvia undata), spârcaci (Tetrax tetrax), fluierar de mlaștină (Tringa glareola)
- amfibieni (1): Discoglossus sardus
- nevertebrate (1): Papilio hospiton
- reptile (4): țestoasa de baltă (Emys orbicularis), Euleptes europaea, țestoasă bănățeană (Testudo hermanni), Testudo marginata

Pe lângă speciile protejate, pe teritoriul sitului au mai fost identificate 88 de specii de păsări, 2 specii de amfibieni, 1 specie de nevertebrate, 3 specii de reptile.